# Leiße
Die Leiße, in einigen Karten auch Leisse geschrieben, ist ein 13,9 km langer, rechter Nebenfluss der Wenne im nordrhein-westfälischen Hochsauerlandkreis, Deutschland.

## Geographie
Die Leiße entspringt etwa 1,5 km nordöstlich von Bad Fredeburg an der Südflanke des zum westlichen Hunau gehörenden Kahlenbergs (712,6 m) auf einer Höhe von 587 m ü. NHN. Zuerst nach Südwesten abfließend durchfließt der Bach Bad Fredeburg und wendet am südlichen Ortsrand seinen Lauf nach Nordwesten. Die Leiße durchfließt die Ortschaften Mailar und Dorlar und mündet bei Frielinghausen auf 307 m ü. NHN in die Wenne.
Auf ihrem 13,9 km langen Weg überwindet die Leiße einen Höhenunterschied von 280 m, was einem mittleren Sohlgefälle von 20,1 ‰ entspricht. Sie entwässert ein 23,393 km² großes Einzugsgebiet über Wenne, Ruhr und Rhein zur Nordsee.
Die Leiße fließt bis auf Ortslagen fasst nur im Landschaftsschutzgebiet Leisse mit Seitentälchen westlich Bad Fredeburg und im Landschaftsschutzgebiet Leiße mit namenlosen Zuflüssen und Landenbecker Siepen.

### Nebenflüsse
Der Leiße fließen von den Hängen der umliegenden Höhen zahlreiche kurze Bäche zu. Längster ist der 3,3 km lange Frettelt. Im Folgenden werden die Nebenflüsse in der Reihenfolge von der Quelle zur Mündung genannt, die von der Bezirksregierung Köln (ehemaliges Landesvermessungsamt) geführt werden. Angegeben ist jeweils die orografische Lage der Mündung, die Länge, die Größe des Einzugsgebiets, die Höhenlage der Mündung und die Gewässerkennzahl.
| Name                | Lage   | Länge in km | EZG in km² | Mündungshöhe in m ü. NHN | GKZ      |
| ------------------- | ------ | ----------- | ---------- | ------------------------ | -------- |
| Robecke             | links  | 1,2         |            | 419                      | 27616412 |
| Frettelt            | rechts | 3,3         | 2,195      | 408                      | 2761642  |
| Rüensiepen          | rechts | 1,4         |            | 403                      | 27616432 |
| N.N.                | links  | 1,1         |            | 384                      | 27616434 |
| Lange Siepen        | rechts | 1,3         | 1,014      | 359                      | 2761644  |
| Landenbecker Siepen | links  | 1,6         |            | 367                      | 27616452 |
| Schladesiepen       | rechts | 1,1         | 0,872      | 353                      | 2761646  |
| Teipen Siepen       | rechts | 1,4         |            | 333                      | 27616492 |